# Ait Milk
Ait Milk  (in arabo أيت ميلك‎?) è un centro abitato e comune rurale del Marocco situato nella provincia di Chtouka-Aït Baha, regione di Souss-Massa. Conta una popolazione di 10 370 abitanti (censimento 2014).